# Partit Comunista del Nepal
El Partit Comunista del Nepal fou un partit polític nepalès fundat el 22 d'abril de 1949 durant la lluita contra el règim dels Rana, per Pushpa Lal Shrestha. El 1952 fou prohibit per tres anys.
El 30 de gener de 1954 va celebrar el seu primer congrés en el qual Man Mohan Adhikari fou elegit secretari general.
En el segon congrés el 8 de maig de 1957 fou elegit secretari Keshar Jung Rayamajhi, que va orientar el partit vers posicions moderades. La seva participació en les eleccions de 1959 no fou afortunada i només va obtenir 4 diputats (de 109 escons).
El cop d'estat reialista de desembre de 1960 va posar fi a l'experiència democràtica i els partits polítics foren suprimits.
L'abril de 1962 el tercer congrés va elegir secretari a Tulsi Lal Amatya. Després d'aquest congrés el partit va patir algunes escissions, entre elles la de Pushpa Lal, el fundador, l'any 1968.
Abans del 1991 es va separar la facció Burma, però després van reconstituir la unitat en el Partit Comunista del Nepal (Unitat) el 1991 junt amb una altra facció procedent de l'escissió de Rayamjhi. Es va refundar el 1992 com a Partrit Comunista del Nepal (22 d'abril de 1949), però el 1994 es va integrar al Partit Comunista del Nepal (Unificat-Marxista-Leninista)